# Macura (prašuma)
Macura je prašuma u Republici Hrvatskoj.
Naziv se odnosi na šumu bukve, jele i smreke koja se nalazi na području šumarije Krasno. Točni položaj je šumarija Otočac.
Bila je dijelom nekad znatno veće prašume koja je obuhvaćala i danas bivšu prašumu Devčića tavani, koja je u nedavnoj prošlosti izgubila svojstva prašume.